# Brudzewice (Łódź)
Pour les articles homonymes, voir Brudzewice.
Brudzewice (prononciation [brud͡zɛˈvit͡sɛ]) est un village de la gmina de Poświętne, du powiat d'Opoczno, dans la voïvodie de Łódź, situé dans le centre de la Pologne.
Il se situe à environ 6 kilomètres au nord-est de Poświętne (siège de la gmina), 22 kilomètres au nord-est d'Opoczno (siège du powiat) et 72 kilomètres à l'est de Łódź (capitale de la voïvodie).

## Administration
De 1975 à 1998, le village était attaché administrativement à l'ancienne voïvodie de Piotrków.

Depuis 1999, il fait partie de la nouvelle voïvodie de Łódź.